# Dusan Brown
Dusan Brown (* 2. Dezember 2001 in Chicago, Illinois) ist ein US-amerikanischer Schauspieler.

## Leben und Karriere
Dusan Brown stammt aus Chicago. Sein älterer Bruder Dante Brown ist ebenfalls als Schauspieler aktiv. Bereits seit frühester Kindheit stand er vor der Kamera. Bei seinem ersten Engagement für einen Werbespot war er gerade sechs Jahre alt. Sein Schauspieldebüt im Film gab er im Alter von sieben Jahren mit einer kleinen Rolle im Film Desertion. In seiner Kindheit betrieb er zudem die Sportart Ringen. Als er acht Jahre alt war, stellte er Simba im Musical zu Der König der Löwen am Broadway dar. Bald darauf trat er in Gastrollen in den Serien How I Met Your Mother, The Big Bang Theory, Criminal Minds und Community auf.
2012 wirkte Brown in der Filmkomödie I Heart Shakey mit. 2015 stellte er Ed Charles im Sportdrama 42 – Die wahre Geschichte einer Sportlegende dar und war zudem in der Sitcom About a Boy als Jackson in einer kleinen Rolle zu sehen. Weitere Gastauftritte folgten in IZombie und Those Who Can’t. Seit 2014 leiht er in der Animationsserie Blaze und die Monster-Maschinen als AJ einer Hauptfigur die Stimme. Von 2016 bis 2019 lieh er dem Flusspferd Beshti in der Zeichentrickserie Die Garde der Löwen im Original die Stimme. 2020 wurde er in der Rolle des Sylvester im Musikfilm Ma Rainey’s Black Bottom besetzt, der beim Streaminganbieter Netflix veröffentlicht wurde.
2020 stellte er zudem den Kurzfilm Reece fertig und wurde für seine Arbeit an dem Projekt zu einem der 161 U.S. Presidential Scholars des Jahres 2020 gewählt, die als Highschool-Absolventen erstaunliche Leistungen auf dem Gebiet der Wissenschaft, der Bildung und der Kunst vollbrachten. Brown besuchte die Los Angeles County High School for the Arts im Stadtteil Studio City. Für den Film, bei dem er Regie führte und den er produzierte, erhielt er mehrere Auszeichnungen. Nach dem Schulabschluss nahm er ein Studium der Filmregie an der Chapman University auf. Neben seiner Schauspielkarriere plant er auch als Filmemacher zu arbeiten.

## Filmografie (Auswahl)
- 2008: Desertion
- 2011: How I Met Your Mother (Fernsehserie, Episode 7x09)
- 2012: The Big Bang Theory (Fernsehserie, Episode 5x12)
- 2012: Criminal Minds (Fernsehserie, Episode 7x20)
- 2012: I Heart Shakey
- 2013: 42 – Die wahre Geschichte einer Sportlegende (42)
- 2013–2014: Community (Fernsehserie, 2 Episoden)
- 2014: About a Boy (Fernsehserie, 3 Episoden)
- seit 2014: Blaze und die Monster-Maschinen (Blaze and the Monster Machines, Fernsehserie, Stimme)
- 2015: iZombie (Fernsehserie, Episode 2x05)
- 2016–2019: Die Garde der Löwen (The Lion Guard, Fernsehserie, 74 Episoden, Stimme)
- 2018–2019: Jamall & Gerald (Fernsehserie, 4 Episoden)
- 2019: Those Who Can’t (Fernsehserie, Episode 3x06)
- 2020: Ma Rainey’s Black Bottom